# Wiley
John Wiley & Sons, Inc., conegut comunament com a Wiley (/ˈwaɪli/), és una empresa editorial multinacional nord-americana fundada el 1807 que se centra en la publicació acadèmica i els materials didàctics. L'empresa produeix llibres, revistes i enciclopèdies, impresos i electrònicament, així com productes i serveis en línia, materials de formació i materials educatius per a estudiants de grau, postgrau i formació continuada.

## Història
L'empresa es va establir el 1807 quan Charles Wiley va obrir una impremta a Manhattan. La companyia va ser l'editor de figures literàries nord-americanes del segle XIX com James Fenimore Cooper, Washington Irving, Herman Melville i Edgar Allan Poe, així com de títols legals, religiosos i altres de no ficció. L'empresa va prendre el seu nom actual l'any 1865. Wiley més tard va canviar el seu enfocament cap a les àrees temàtiques científiques, tècniques i d'enginyeria, abandonant els seus interessos literaris.
El fill de Wiley, John (nascut a Flatbush, Nova York, 4 d'octubre de 1808; mort a East Orange, Nova Jersey, 21 de febrer de 1891) es va fer càrrec del negoci quan Charles Wiley va morir el 1826. L'empresa es va anomenar successivament Wiley, Lane & Co., després Wiley & Putnam i després John Wiley. L'empresa va adquirir el seu nom actual el 1876, quan el segon fill de John , William H. Wiley, es va unir al seu germà Charles en el negoci.

El logotip antic de Sybex, una marca Wiley de llibres d'ordinador

## Productes

### Marques i col·laboracions
Les marques de desenvolupament professional de Wiley inclouen For Dummies, Jossey-Bass, Pfeiffer, Wrox Press, JK Lasser, Sybex, Fisher Investments Press i Bloomberg Press. El negoci STMS també es coneix com Wiley-Blackwell, format després de l'adquisició de Blackwell Publishing el febrer de 2007. Les marques inclouen The Cochrane Library i més de 1.500 revistes.
Wiley té aliances editorials amb socis com Microsoft, CFA Institute, Culinary Institute of America, American Institute of Architects, National Geographic Society i Institute of Electrical and Electronics Engineers (IEEE). Wiley-Blackwell també publica revistes en nom de més de 700 socis professionals i acadèmics de la societat, com ara l'Acadèmia de Ciències de Nova York, la Societat Americana del Càncer, la Societat Fisiològica, la Societat Ecològica Britànica, l'Associació Americana d'Anatomistes, la Societat per a l'Estudi Psicològic de Problemes Socials. i The London School of Economics and Political Science, convertint-la en l'editor social més gran del món.
Wiley s'associa amb GreyCampus per oferir solucions d'aprenentatge professional al voltant del big data i l'alfabetització digital. Wiley també s'ha associat amb altres cinc editors d'educació superior per crear CourseSmart, una empresa desenvolupada per vendre llibres de text universitaris en format eTextbook en una plataforma comuna. El 2002, Wiley va crear una associació amb l'editorial francesa Anuman Interactive per tal de llançar una sèrie de llibres electrònics adaptats de la col·lecció For Dummies. El 2013, Wiley es va associar amb l'American Graphics Institute per crear un servei de subscripció de llibres electrònics i vídeos educatius en línia anomenat The Digital Classroom.
El 2016, Wiley va llançar una associació mundial amb Christian H. Cooper per crear un programa per als candidats que prenen l'examen de Financial Risk Manager que ofereix la Global Association of Risk Professionals. El programa es basarà en la plataforma d'aprenentatge eficient de Wiley existent i el producte heretat de Christian Risk Manager. L'associació es basa en la visió que la designació de FRM creixerà ràpidament fins a ser una de les principals designacions financeres per als professionals que farà un seguiment del creixement de la designació d'analista financer colegiat. El programa donarà servei a desenes de milers de candidats a FRM a tot el món i es basa en la tecnologia d'aprenentatge adaptatiu de la plataforma d'aprenentatge eficient de Wiley i l'estil d'escriptura únic i la sèrie de llibres heretats de Christian.
Amb la integració de la tecnologia digital i el mitjà d'impressió tradicional, Wiley ha afirmat que en un futur proper els seus clients podran cercar a través de tot el seu contingut independentment del mitjà original i muntar un producte personalitzat en el format desitjat. Els recursos web també permeten nous tipus d'interaccions editor-client dins dels diferents negocis de l'empresa.